# Santokhgarh
Santokhgarh é uma cidade e uma nagar panchayat no distrito de Una, no estado indiano de Himachal Pradesh.

## Geografia
Santokhgarh está localizada a 31° 22′ N, 76° 19′ L. Tem uma altitude média de 322 metros (1056 pés).

## Demografia
Segundo o censo de 2001, Santokhgarh tinha uma população de 8304 habitantes. Os indivíduos do sexo masculino constituem 51% da população e os do sexo feminino 49%. Santokhgarh tem uma taxa de literacia de 68%, superior à média nacional de 59,5%: a literacia no sexo masculino é de 74% e no sexo feminino é de 62%. Em Santokhgarh, 13% da população está abaixo dos 6 anos de idade.